# Chicken-n-Beer
A Chicken-n-Beer Ludacris harmadik albuma a Def Jam Recordsnál. Az első héten az album 1. helyet ért el az amerikai eladási listán 429 000 darabbal és 44.-et Angliában. Az album leghíresebb száma a Stand Up, aminek a producere Kanye West volt.

## Számlista
| #  | Cím                       | Producerek                        | Közreműködik              | Hossz |
| -- | ------------------------- | --------------------------------- | ------------------------- | ----- |
| 1  | Southern Fried Intro      | DJ Nasty & LVM                    |                           |       |
| 2  | Blow It Out               | Ron Browz                         |                           |       |
| 3  | Stand Up                  | Kanye West Ludacris (Co-producer) | Shawnna                   |       |
| 4  | Rob Quarters Skit         | Terrence "T-Storm" Battle         |                           |       |
| 5  | Splash Waterfalls         | Icedrake                          |                           |       |
| 6  | Hard Times                | DJ Nasty & LVM                    | 8Ball & MJG & Carl Thomas |       |
| 7  | Diamond in the Back       | DJ Paul & Juicy J                 |                           |       |
| 8  | Screwed Up                | Ruh Anubis Yazid                  | Lil' Flip                 |       |
| 9  | T Baggin' Skit            | Terrence "T-Storm" Battle         |                           |       |
| 10 | P-Poppin'                 | Zukhan Bey                        | Shawnna & Lil Fate        |       |
| 11 | Hip Hop Quotables         | Erick Sermon                      |                           |       |
| 12 | Black Man's Struggle Skit | Terrence "T-Storm" Battle         |                           |       |
| 13 | Hoes in My Room           | Ruh Anubis Yazid                  | Snoop Dogg                |       |
| 14 | Teamwork                  | Black Key                         |                           |       |
| 15 | Interactive Skit          | Terrence "T-Storm" Battle         |                           |       |
| 16 | We Got                    | DJ Paul & Juicy J                 | Chingy, I-20 & Tity Boi   |       |
| 17 | Eyebrows Down             | Jook                              | Tity Boi & Dolla Boy      |       |

### A hivatalos remixek
- "Blow It Out" (featuring 50 Cent)
- "Stand Up" (featuring Shawnna & Kanye West)
- "Splash Waterfalls (What Ever You Want)" (featuring Raphael Saadiq)
- "Splash Waterfalls" (featuring Trina)